# Premier League 2020-2021
La Premier League 2020-2021 è stata la 122ª edizione della massima divisione del campionato inglese di calcio, nonché la ventinovesima della Premier League. La stagione è iniziata il 12 settembre 2020 ed è terminata il 23 maggio 2021.
Il campionato è stato vinto dal Manchester City, che si è aggiudicato il titolo nazionale per la settima volta.
Capocannoniere del torneo è stato Harry Kane (Tottenham), autore di 23 gol.
L'inizio della stagione era previsto per l'8 agosto, ma è stato ritardato e posticipato al 12 settembre in conseguenza del rinvio della conclusione della stagione precedente a causa della pandemia di COVID-19 in Europa.

## Stagione

### Formula
Per la quarta stagione consecutiva accedono alla fase a gironi della UEFA Champions League 2021-2022 le prime quattro classificate. Accedono alla fase a gironi della UEFA Europa League 2021-2022 la 5ª squadra classificata e la vincente della FA Cup; la vincente della League Cup accede agli spareggi della UEFA Europa Conference League 2021-2022, la terza competizione continentale per club in vigore dalla stagione 2021-2022. Nel caso in cui le vincenti delle due coppe nazionali siano già qualificate alle coppe europee tramite il campionato, al loro posto si qualificheranno la 6ª in campionato alla UEFA Europa League ed eventualmente la 7ª alla UEFA Europa Conference League. Le ultime tre squadre classificate retrocedono in Championship.

### Calciomercato

#### Sessione estiva

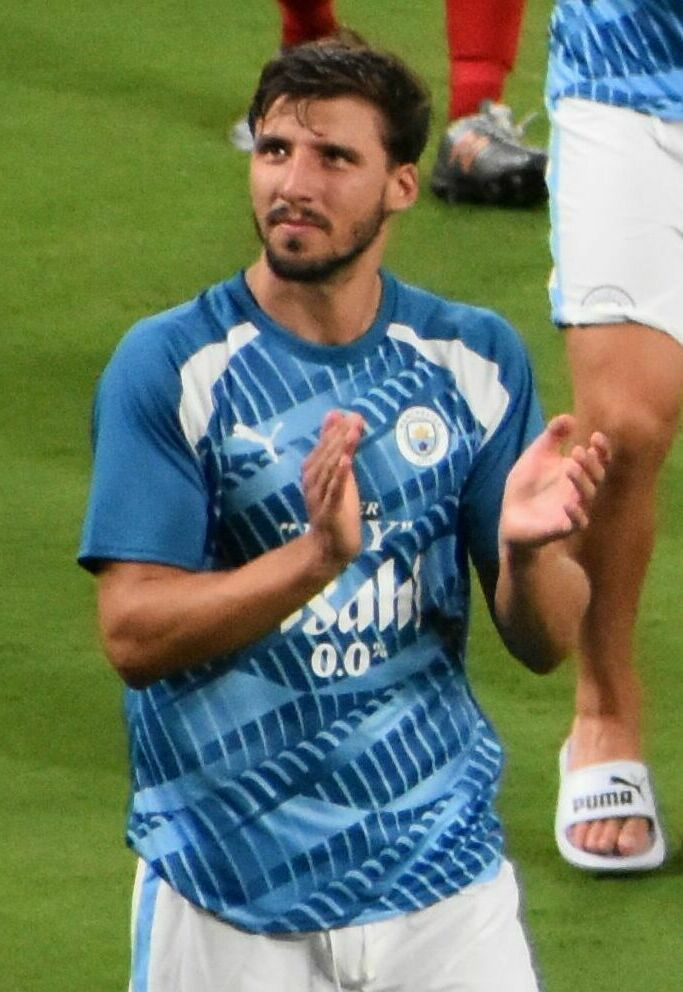
Il portoghese Rúben Dias, acquisto estivo del Manchester City, si rivela fondamentale per la conquista del campionato da parte dei Citizens.

Il Liverpool campione in carica si rinforza con gli arrivi dell'attaccante Jota dal Wolverhampton, del centrocampista Thiago dal Bayern Monaco e del difensore Tsimikas dall'Olympiakos; mentre salutano il difensore Hoever, ceduto al Wolverhampton, e giocatori di lungo corso come Lovren, passato allo Zenit San Pietroburgo, Lallana, accasatosi al Brighton da svincolato, e Clyne, tornato al Crystal Palace dopo otto anni dall'ultima esperienza. Il Manchester City, accreditato come principale antagonista del torneo, accresce il proprio reparto difensivo con gli acquisti di Dias dal Benfica e di Aké dal Bournemouth, mentre in attacco prende Torres dal Valencia in sostituzione del partente Sané, ceduto al Bayern Monaco. A lasciare il club mancuniano sono anche il difensore Otamendi, in direzione Benfica, il portiere Bravo, che non rinnova il contratto in scadenza e si accasa al Betis, e il centrocampista David Silva, colonna dei precedenti successi, il quale firma a parametro zero con la Real Sociedad dopo un decennio tra le file dei Citizens.
Per quanto riguarda le altre squadre partecipanti alla Champions League, il Manchester Utd acquista il centrocampista van de Beek dall'Ajax, il difensore Telles dal Porto e gli attaccanti Pellistri dal Peñarol e Cavani dal Paris Saint-Germain; mentre saluta il difensore Smalling, ceduto alla Roma, e l'attaccante Sánchez, che si accasa all'Inter da svincolato. Il Chelsea opera invece una massiccia campagna di rafforzamento: in attacco vengono prelevati Havertz dal Bayer Leverkusen e Werner dal RB Lipsia, mentre a centrocampo viene acquistato Ziyech dall'Ajax. Infine, la difesa viene puntellata con gli arrivi di Chilwell dal Leicester City, di Sarr dal Nizza, girato poi contestualmente in prestito annuale al Porto, e dell'esperto Thiago Silva dal Paris Saint-Germain, nonché del portiere Mendy dal Rennes. In uscita, si segnalano le cessioni del centrocampista Pašalić all'Atalanta, che riscatta il cartellino del giocatore dopo due stagioni di prestito, e degli attaccanti Willian e Pedro, che lasciano a parametro zero, rispettivamente in direzione Arsenal e Roma.

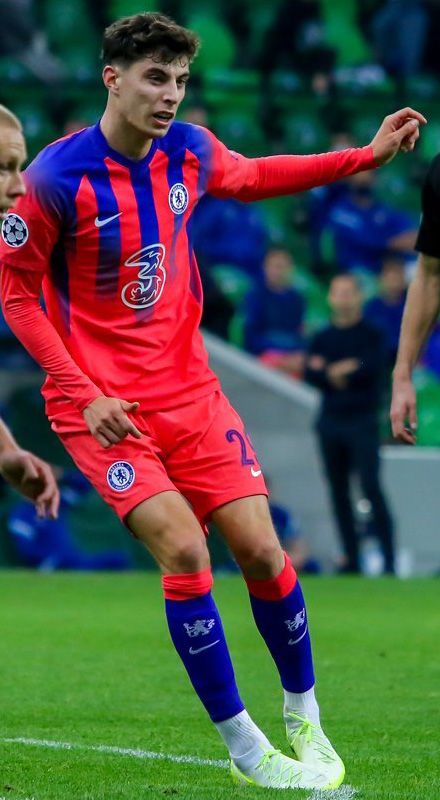
Il tedesco Kai Havertz, acquisto estivo del Chelsea, è il colpo più costoso di questa sessione di calciomercato.

Per quanto concerne le altre formazioni impegnate nelle coppe europee, il Leicester City cede il sopracitato Chilwell al Chelsea e lo rimpiazza con Castagne dall'Atalanta e con Fofana dal Saint-Étienne, mentre come rinforzo per l'attacco viene scelto Ünder, preso in prestito dalla Roma. Il Tottenham non lesina sforzi sul mercato e si assicura le prestazioni dei difensori Reguilón, Doherty e Rodon, acquistati rispettivamente dal Real Madrid, dal Wolverhampton e dallo Swansea City, nonché del centrocampista Højbjerg dal Southampton. Nel reparto offensivo si assiste invece al clamoroso ritorno dell'attaccante Bale, prelevato in prestito dal Real Madrid dopo sette anni dall'ultima esperienza londinese; mentre come portiere di riserva viene scelto lo svincolato Hart, che prende il posto di Vorm, ritiratosi dall'attività agonistica. Sul fronte cessioni, gli Spurs salutano i difensori Walker-Peters, ceduto al Southampton, e Vertonghen, che si lega da svincolato al Benfica. L'Arsenal, reduce da un deludente ottavo posto, che è comunque valso la qualificazione in Europa League grazie alla vittoria della coppa nazionale, acquista il difensore Gabriel Magalhães dal Lilla, il centrocampista Thomas dall'Atlético Madrid nell'ambito di uno scambio che porta Torreira a compiere il percorso inverso in prestito, ed il sopracitato attaccante Willian dal Chelsea. A lasciare i Gunners sono il portiere Martínez, ceduto all'Aston Villa e sostituito da Rúnarsson del Digione; il difensore Mavropanos, accasatosi a titolo definitivo allo Stoccarda; e il centrocampista Guéndouzi, passato in prestito con diritto di riscatto all'Hertha Berlino.
Tra le altre squadre, il Wolverhampton, dopo l'ottima annata precedente e a fronte delle partenze dei sopracitati Jota e Doherty, rinforza la propria difesa con gli acquisti di Semedo dal Barcellona, di Marçal dall'Olympique Lione, di Aït-Nouri dall'Angers e del sopraindicato Hoever dal Liverpool. Il centrocampo e l'attacco vengono invece puntellati con gli arrivi di Vitinha (in prestito) e Fábio Silva dal Porto, con quest'ultimo che si tratta dell'affare più costoso nella storia del club inglese. Lo Sheffield Utd acquista i portieri Ramsdale dal Bournemouth e Foderingham dai Rangers; in difesa preleva Lowe e Bogle dal Derby County, nonché Ampadu in prestito dal Chelsea; mentre in attacco prende Brewster dal Liverpool, oltre a finalizzare con il West Bromwich lo scambio di centravanti tra l'irlandese Robinson, che si trasferisce ai Baggies, e lo scozzese Burke, che compie il percorso inverso. Il Burnley punta sull'arrivo del centrocampista Stephens dal Brighton; mentre il Southampton, oltre al sopracitato Walker-Peters dal Tottenham, accoglie anche il difensore Salisu dal Real Valladolid e il centrocampista Diallo dal Brest, nonché l'attaccante Walcott dall'Everton, riportandolo a vestire la maglia biancorossa dopo quindici anni. Il Newcastle Utd acquista il difensore Lewis dal Norwich City e l'attaccante Wilson dal Bournemouth, oltre a mettere sotto contratto gli svincolati centrocampisti Hendrick e Fraser. L'Everton cede il mediano Schneiderlin al Nizza e il centravanti Kean in prestito al Paris Saint-Germain dopo un solo anno di militanza, ma si rinforza con gli arrivi del portiere Olsen, preso in prestito dalla Roma, del difensore Godfrey dal Norwich City e dei centrocampisti Allan, Doucouré e James Rodríguez, acquistati rispettivamente dal Napoli, dal Watford e dal Real Madrid. Il West Ham Utd lascia partire il difensore Ajeti in direzione Celtic e lo sostituisce con Dawson dal Watford e Coufal dallo Slavia Praga; mentre l'attacco viene implementato con l'aggiunta di Benrahma, strappato al Brentford. L'Aston Villa, reduce da una stagione assai negativa e conclusasi con una risicata salvezza, conferma l'allenatore Smith e si rende protagonista di un'importante campagna acquisti: in fase offensiva preleva Watkins dal Brentford e Traoré dall'Olympique Lione; mentre a centrocampo e in difesa prende Barkley in prestito dal Chelsea e Cash dal Nottingham Forest, nonché il sopracitato portiere Martínez dall'Arsenal. Sul fronte cessioni, i Villans vendono il centrocampista Jota all'Alavés e l'attaccante Samatta al Fenerbahçe. Il Brighton, oltre agli svincolati Lallana e Welbeck, acquista i difensori Veltman e van Hecke, rispettivamente dall'Ajax e dal NAC Breda, e l'attaccante Zeqiri dal Losanna, mentre lasciano il club il terzino Montoya, in direzione Betis, e il centrocampista Mooy, che si accasa allo Shanghai SIPG. Il Crystal Palace accoglie il portiere Butland dallo Stoke City; il centrocampista Eze dal QPR e l'attaccante Batshuayi, arrivato nuovamente in prestito dal Chelsea come ricambio del partente Sørloth, ceduto al RB Lipsia.
Molto attivo il mercato in entrata delle neopromosse: il Fulham acquista i difensori Robinson, Adarabioyo e Tete, reciprocamente dal Wigan, dal Manchester City e dall'Olympique Lione, oltre a finalizzare gli arrivi in prestito del portiere Areola dal Paris Saint-Germain, del terzino Aina dal Torino, del centrocampista Lemina dal Southampton e dell'attaccante Lookman dal RB Lipsia. Il Leeds Utd si accorda con i difensori Koch e Llorente, presi rispettivamente dal Friburgo e dalla Real Sociedad, mentre il nuovo innesto a centrocampo è l'olandese Summerville, prelevato dal Feyenoord. In attacco, i Whites accolgono lo spagnolo Rodrigo dal Valencia ed il brasiliano Raphinha dal Rennes. Il West Bromwich perfeziona invece l'acquisto dell'attaccante Grant dall'Huddersfield Town, del portiere Button dal Brighton e dei difensori Kipré dal Wigan e Ivanović dallo Zenit San Pietroburgo.

#### Sessione invernale
In un mercato di riparazione con pochi movimenti, si segnala il Manchester Utd, che mette a segno il colpo di maggior rilievo, acquistando il centrocampista Diallo dall'Atalanta per 41 milioni di euro, mentre sul fronte uscite, cede i difensori Fosu-Mensah al Bayer Leverkusen e Rojo al Boca Juniors. Il Liverpool si limita a rinforzare la difesa, prelevando Davies dal Preston N.E. e Kabak in prestito dallo Schalke 04; mentre il Leicester City e il West Ham Utd sfoltiscono solamente il loro parco attaccanti: le Foxes vendono Gray al Bayer Leverkusen e Slimani all'Olympique Lione, invece gli Hammers lasciano partire Haller, in direzione Ajax, e Snodgrass, che si accasa al West Bromwich. L'Arsenal prende il centrocampista Ødegaard dal Real Madrid e saluta il fantasista Özil e i difensori Mustafi e Sōkratīs, finiti ai margini della rosa e ceduti rispettivamente al Fenerbahçe, allo Schalke 04 e all'Olympiakos.
Tra le altre squadre, l'Aston Villa preleva il centrocampista Sanson dall'Olympique Marsiglia; mentre l'Everton acquista l'attaccante King dal Bournemouth. Il Brighton accinge dal campionato ecuadoriano e compra il centrocampista Caicedo dall'Independiente del Valle; invece il Newcastle Utd punta sull'arrivo dell'ala Willock dall'Arsenal. Il Crystal Palace sostituisce il partente Meyer con il centravanti Mateta dal Magonza; mentre il Southampton prende in prestito semestrale l'attaccante Minamino dal Liverpool. Il West Bromwich, nel tentativo di risollevare le proprie sorti salvezza, oltre all'acquisto del sopracitato Snodgrass dal West Ham Utd, rileva in prestito semestrale il difensore Maitland-Niles dall'Arsenal; il centrocampista Yokuşlu dal Celta Vigo e l'attaccante Diagne dal Galatasaray.

### Avvenimenti

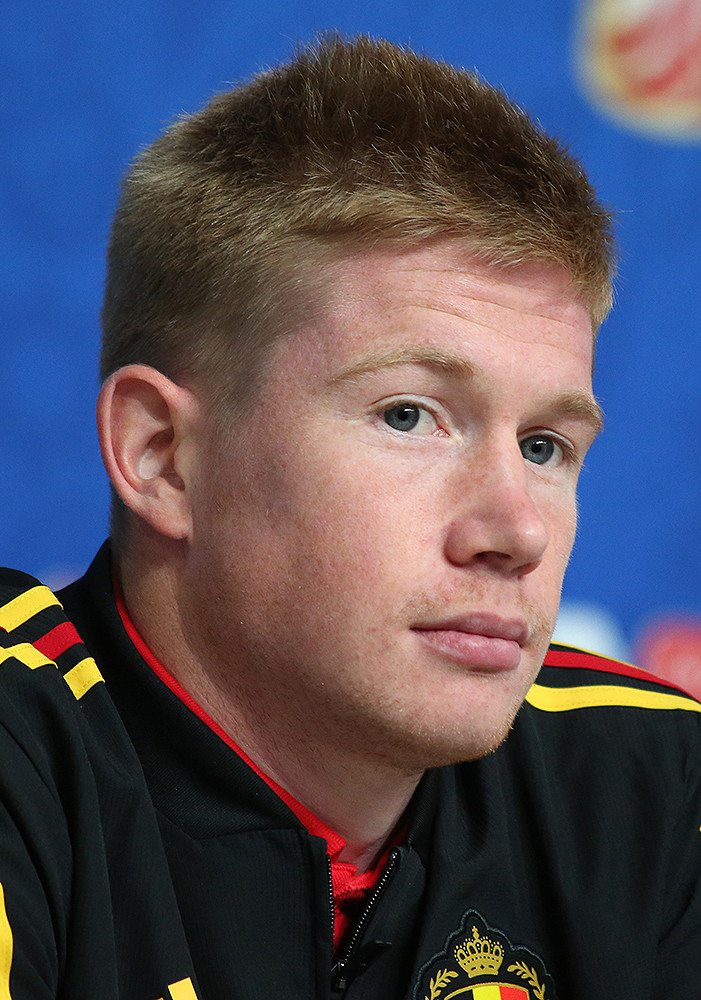
Kevin De Bruyne, punto fermo del centrocampo del, che vince la Premier League per la terza volta in quattro stagioni.

La stagione, iniziata a metà settembre, vede partire con il favore dei pronostici il Liverpool campione in carica, con il Manchester City principale antagonista e il Chelsea possibile terzo incomodo dopo una importante campagna acquisti. Dopo 4 turni rimane da solo in testa l'Everton di Carlo Ancelotti, che approfitta di un calendario favorevole e delle clamorose sconfitte delle favorite: il Manchester City viene piegato in casa per 2-5 dal Leicester City, mentre il Liverpool esce sconfitto per 7-2 dall'Aston Villa al Villa Park. Mentre l'Everton inizia a calare di rendimento, emergono anche Leicester e Tottenham, che stazionano in vetta per alcune giornate prima di cedere il primato al Liverpool, pur incostante a causa di qualche infortunio di troppo a diversi giocatori chiave. Alla fine del 2020 i Reds comandano così la classifica, inseguiti dal Manchester United, che, partito male ed eliminato dalla UEFA Champions League ai gironi, riesce a ritrovare in campionato una certa continuità di risultati. Leicester City, Everton e Aston Villa lottano per le posizioni valevoli per la qualificazione ai trofei continentali assieme alle altalenanti Manchester City, Tottenham Hotspur e Chelsea. In coda sorprende in negativo lo Sheffield United, che non riesce a vincere nemmeno una gara fino alla diciottesima giornata (prima squadra nella storia della Premier League ad arrivare alla fine dell'anno senza una vittoria, seconda squadra nella storia del campionato inglese a riuscire nell'impresa negativa, dopo il Bolton del 1902-1903); la zona retrocessione è completata dalle neopromosse Fulham e West Bromwich. In zona salvezza si trova il Brighton, mentre l'Arsenal arriva al periodo natalizio in grande difficoltà e più vicino alla diciottesima posizione che al centroclassifica. L'aggancio in testa alla classifica arriva alla 17ª giornata: lo United batte l'Aston Villa, mentre i Reds perdono sul campo del Southampton.

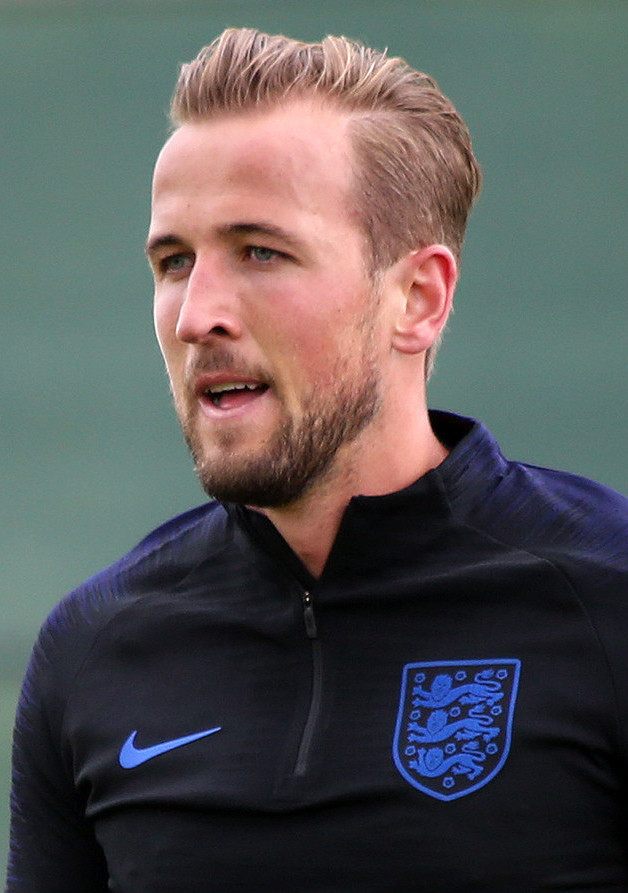
Harry Kane, vincitore della classifica marcatori con 23 gol: per l'inglese è il terzo successo personale.

Il 2021 si apre con il Liverpool in grande difficoltà: i giocatori di Jürgen Klopp non riescono più a trovare la via del gol e dopo tre anni e mezzo perdono a sorpresa la propria imbattibilità casalinga, facendosi sorprendere dal Burnley prima e dal Brighton poi, partite cui seguiranno altre 4 sconfitte consecutive tra le mura amiche, portando la striscia negativa a 6 (record negativo nella storia del club). Lo United si ritrova così in vetta solitaria, a campionato inoltrato, per la prima volta dalla fine dell'era Ferguson. È comunque un primato di breve durata, perché i cugini del City cambiano marcia: vincono, mantenendo inviolata la propria porta, tutte e 6 le gare disputate a gennaio e già ad inizio febbraio sembrano ipotecare la vittoria finale, quando espugnano Anfield per 4-1 e, pur avendo giocato una gara in meno, staccano lo United di 5 punti e il Liverpool addirittura di 10. Nel frattempo il Chelsea esonera Frank Lampard e si affida al tedesco Thomas Tuchel, appena silurato dal Paris-Saint Germain; il tecnico inizia l'esperienza con i Blues con un pareggio e tre vittorie consecutive, subendo un solo gol. Il vantaggio del Manchester City aumenta e, con tre turni ancora da disputare, il Man City può festeggiare per la settima volta la vittoria del campionato inglese. Il Manchester United chiude al secondo posto, mentre anche la zona retrocessione viene decisa con largo anticipo: Fulham, West Bromwich Albion e Sheffield United retrocedono dopo aver trascorso tutta la stagione agli ultimi tre posti.
L'ultima giornata è decisiva, invece, per le posizioni che valgono le qualificazioni alle coppe europee. Il Liverpool, dopo una grande rimonta, chiude una stagione complicata al terzo posto e viene accompagnato in UEFA Champions League dal Chelsea: gli uomini di Tuchel, benché sconfitti dall'Aston Villa, chiudono al quarto posto grazie alla sconfitta del Leicester, che crolla nel finale in casa contro il Tottenham del capocannoniere Harry Kane. Gli Spurs diventano la prima rappresentante inglese nella nuova UEFA Europa Conference League, mentre l'altro posto in UEFA Europa League è del West Ham, autore di una pregevole seconda metà di stagione. L'Arsenal, ottavo, manca l'accesso alle competizioni europee per la prima volta dal 1994-1995.

## Squadre partecipanti
| Squadra         | Stagione | Città                         | Stadio                    | Stagione precedente                                                |
| --------------- | -------- | ----------------------------- | ------------------------- | ------------------------------------------------------------------ |
| Arsenal         | dettagli | Londra (Islington)            | Emirates Stadium          | 8º posto in Premier League                                         |
| Aston Villa     | dettagli | Birmingham                    | Villa Park                | 17º posto in Premier League                                        |
| Brighton        | dettagli | Brighton & Hove               | Falmer Stadium            | 15º posto in Premier League                                        |
| Burnley         | dettagli | Burnley                       | Turf Moor                 | 10º posto in Premier League                                        |
| Chelsea         | dettagli | Londra (Hammersmith e Fulham) | Stamford Bridge           | 4º posto in Premier League                                         |
| Crystal Palace  | dettagli | Londra (Croydon)              | Selhurst Park             | 14º posto in Premier League                                        |
| Everton         | dettagli | Liverpool                     | Goodison Park             | 12º posto in Premier League                                        |
| Fulham          | dettagli | Londra (Hammersmith e Fulham) | Craven Cottage            | 4º posto in Football League Championship, promosso dopo i play-off |
| Leeds Utd       | dettagli | Leeds                         | Elland Road               | 1º posto in Football League Championship, promosso                 |
| Leicester City  | dettagli | Leicester                     | King Power Stadium        | 5º posto in Premier League                                         |
| Liverpool       | dettagli | Liverpool                     | Anfield                   | Campione d'Inghilterra                                             |
| Manchester City | dettagli | Manchester                    | Etihad Stadium            | 2º posto in Premier League                                         |
| Manchester Utd  | dettagli | Manchester                    | Old Trafford              | 3º posto in Premier League                                         |
| Newcastle Utd   | dettagli | Newcastle upon Tyne           | St James Park             | 13º posto in Premier League                                        |
| Sheffield Utd   | dettagli | Sheffield                     | Bramall Lane              | 9º posto in Premier League                                         |
| Southampton     | dettagli | Southampton                   | St. Mary's Stadium        | 11º posto in Premier League                                        |
| Tottenham       | dettagli | Londra (Tottenham)            | Tottenham Hotspur Stadium | 6º posto in Premier League                                         |
| West Bromwich   | dettagli | West Bromwich                 | The Hawthorns             | 2º posto in Football League Championship, promosso                 |
| West Ham Utd    | dettagli | Londra (Stratford)            | Stadio Olimpico           | 16º posto in Premier League                                        |
| Wolverhampton   | dettagli | Wolverhampton                 | Molineux Stadium          | 7º posto in Premier League                                         |

## Allenatori e primatisti
| Squadra          | Allenatore                                         | Calciatore più presente                                  | Cannoniere                        |
| ---------------- | -------------------------------------------------- | -------------------------------------------------------- | --------------------------------- |
| Arsenal          | Mikel Arteta                                       | Bernd Leno (35)                                          | Alexandre Lacazette (13)          |
| Aston Villa      | Dean Smith                                         | Emiliano Martínez Matt Targett (38)                      | Ollie Watkins (14)                |
| Brighton         | Graham Potter                                      | Ben White Yves Bissouma (36)                             | Neal Maupay (8)                   |
| Burnley          | Sean Dyche                                         | Ashley Westwood (38)                                     | Chris Wood (12)                   |
| Chelsea          | Frank Lampard (1ª-19ª) Thomas Tuchel (20ª-38ª)     | Mason Mount (36)                                         | Jorginho (7)                      |
| Crystal Palace   | Roy Hodgson                                        | Vicente Guaita (37)                                      | Wilfried Zaha (11)                |
| Everton          | Carlo Ancelotti                                    | Gylfi Sigurðsson (36)                                    | Dominic Calvert-Lewin (16)        |
| Fulham           | Scott Parker                                       | Alphonse Areola André Zambo Anguissa Ivan Cavaleiro (36) | Bobby Reid (5)                    |
| Leeds            | Marcelo Bielsa                                     | Stuart Dallas Patrick Bamford (38)                       | Patrick Bamford (17)              |
| Leicester City   | Brendan Rodgers                                    | Kasper Schmeichel Youri Tielemans (38)                   | Jamie Vardy (15)                  |
| Liverpool        | Jürgen Klopp                                       | Andrew Robertson Georginio Wijnaldum (38)                | Mohamed Salah (22)                |
| Manchester City  | Josep Guardiola                                    | Ederson (36)                                             | İlkay Gündoğan (13)               |
| Manchester Utd   | Ole Gunnar Solskjær                                | Bruno Fernandes Marcus Rashford (37)                     | Bruno Fernandes (18)              |
| Newcastle Utd    | Steve Bruce                                        | Miguel Almirón (34)                                      | Callum Wilson (12)                |
| Sheffield United | Chris Wilder (1ª-28ª) Paul Heckingbottom (29ª-38ª) | Aaron Ramsdale (38)                                      | David McGoldrick (8)              |
| Southampton      | Ralph Hasenhüttl                                   | James Ward-Prowse (38)                                   | Danny Ings (12)                   |
| Tottenham        | José Mourinho (1ª-32ª) Ryan Mason (33ª-38ª)        | Hugo Lloris Pierre-Emile Højbjerg (38)                   | Harry Kane (23)                   |
| West Bromwich    | Slaven Bilić (1ª-13ª) Sam Allardyce (14ª-38ª)      | Sam Johnstone (37)                                       | Matheus Pereira (11)              |
| West Ham         | David Moyes                                        | Tomáš Souček Jarrod Bowen (38)                           | Michail Antonio Tomáš Souček (10) |
| Wolverhampton    | Nuno Espírito Santo                                | Rui Patrício Conor Coady Adama Traoré (37)               | Pedro Neto Rúben Neves (5)        |

## Classifica finale
|  | Pos. | Squadra         | Pt | G  | V  | N  | P  | GF | GS | DR  |
|  | ---- | --------------- | -- | -- | -- | -- | -- | -- | -- | --- |
|  | 1.   | Manchester City | 86 | 38 | 27 | 5  | 6  | 83 | 32 | +51 |
|  | 2.   | Manchester Utd  | 74 | 38 | 21 | 11 | 6  | 73 | 44 | +29 |
|  | 3.   | Liverpool       | 69 | 38 | 20 | 9  | 9  | 68 | 42 | +26 |
|  | 4.   | Chelsea         | 67 | 38 | 19 | 10 | 9  | 58 | 36 | +22 |
|  | 5.   | Leicester City  | 66 | 38 | 20 | 6  | 12 | 68 | 50 | +18 |
|  | 6.   | West Ham Utd    | 65 | 38 | 19 | 8  | 11 | 62 | 47 | +15 |
|  | 7.   | Tottenham       | 62 | 38 | 18 | 8  | 12 | 68 | 45 | +23 |
|  | 8.   | Arsenal         | 61 | 38 | 18 | 7  | 13 | 55 | 39 | +16 |
|  | 9.   | Leeds Utd       | 59 | 38 | 18 | 5  | 15 | 62 | 54 | +8  |
|  | 10.  | Everton         | 59 | 38 | 17 | 8  | 13 | 47 | 48 | -1  |
|  | 11.  | Aston Villa     | 55 | 38 | 16 | 7  | 15 | 55 | 46 | +9  |
|  | 12.  | Newcastle Utd   | 45 | 38 | 12 | 9  | 17 | 46 | 62 | -16 |
|  | 13.  | Wolverhampton   | 45 | 38 | 12 | 9  | 17 | 36 | 52 | -16 |
|  | 14.  | Crystal Palace  | 44 | 38 | 12 | 8  | 18 | 41 | 66 | -25 |
|  | 15.  | Southampton     | 43 | 38 | 12 | 7  | 19 | 47 | 68 | -21 |
|  | 16.  | Brighton        | 41 | 38 | 9  | 14 | 15 | 40 | 46 | -6  |
|  | 17.  | Burnley         | 39 | 38 | 10 | 9  | 19 | 33 | 55 | -22 |
|  | 18.  | Fulham          | 28 | 38 | 5  | 13 | 20 | 27 | 53 | -26 |
|  | 19.  | West Bromwich   | 26 | 38 | 5  | 11 | 22 | 35 | 76 | -41 |
|  | 20.  | Sheffield Utd   | 23 | 38 | 7  | 2  | 29 | 20 | 63 | -43 |

Legenda:
      Campione d'Inghilterra e ammessa alla fase a gironi della  UEFA Champions League 2021-2022
      Ammesse alla fase a gironi della UEFA Champions League 2021-2022
      Ammessa alla fase a gironi della  UEFA Europa League 2021-2022
      Ammessa agli spareggi della  UEFA Conference League 2021-2022
      Retrocesse in  Football League Championship 2021-2022
Regolamento:
Tre punti per la vittoria, uno per il pareggio, zero per la sconfitta.

### Squadra campione
| Formazione tipo | Giocatori (presenze) |
| --- | -------------------- |
| Ederson Dias Stones Walker Cancelo Gündogan Foden Rodri Sterling Mahrez Jesus | Ederson (36)         |
| Ederson Dias Stones Walker Cancelo Gündogan Foden Rodri Sterling Mahrez Jesus | Rúben Dias (32)      |
| Ederson Dias Stones Walker Cancelo Gündogan Foden Rodri Sterling Mahrez Jesus | John Stones (22)     |
| Ederson Dias Stones Walker Cancelo Gündogan Foden Rodri Sterling Mahrez Jesus | Kyle Walker (24)     |
| Ederson Dias Stones Walker Cancelo Gündogan Foden Rodri Sterling Mahrez Jesus | João Cancelo (28)    |
| Ederson Dias Stones Walker Cancelo Gündogan Foden Rodri Sterling Mahrez Jesus | Rodri (34)           |
| Ederson Dias Stones Walker Cancelo Gündogan Foden Rodri Sterling Mahrez Jesus | Ilkay Gündogan (28)  |
| Ederson Dias Stones Walker Cancelo Gündogan Foden Rodri Sterling Mahrez Jesus | Phil Foden (28)      |
| Ederson Dias Stones Walker Cancelo Gündogan Foden Rodri Sterling Mahrez Jesus | Raheem Sterling (31) |
| Ederson Dias Stones Walker Cancelo Gündogan Foden Rodri Sterling Mahrez Jesus | Riyad Mahrez (29)    |
| Ederson Dias Stones Walker Cancelo Gündogan Foden Rodri Sterling Mahrez Jesus | Gabriel Jesus (27)   |
| Altri giocatori: Zack Steffen (1), Scott Carson (1), Aymeric Laporte (16), Nathan Aké (10), Oleksandr Zinchenko (20), Eric García (6), Benjamin Mendy (13); Kevin De Bruyne (25), Bernardo Silva (26), Fernandinho (21), Ferran Torres (24), Sergio Agüero (12), Liam Delap (1). |                      |

## Risultati

### Tabellone
Ogni riga indica i risultati casalinghi della squadra segnata a inizio della riga, contro le squadre segnate colonna per colonna (che invece avranno giocato l'incontro in trasferta). Al contrario, leggendo la colonna di una squadra si avranno i risultati ottenuti dalla stessa in trasferta, contro le squadre segnate in ogni riga, che invece avranno giocato l'incontro in casa.
|                 | ARS  | ASV  | BRI  | BUR  | CHE  | CRY  | EVE  | FUL  | LEE  | LEI  | LIV  | MCI  | MUN  | NEW  | SHE  | SOU  | TOT  | WBA  | WHU  | WOL  |
| --------------- | ---- | ---- | ---- | ---- | ---- | ---- | ---- | ---- | ---- | ---- | ---- | ---- | ---- | ---- | ---- | ---- | ---- | ---- | ---- | ---- |
| Arsenal         | –––– | 0-3  | 2-0  | 0-1  | 3-1  | 0-0  | 0-1  | 1-1  | 4-2  | 0-1  | 0-3  | 0-1  | 0-0  | 3-0  | 2-1  | 1-1  | 2-1  | 3-1  | 2-1  | 1-2  |
| Aston Villa     | 1-0  | –––– | 1-2  | 0-0  | 2-1  | 3-0  | 0-0  | 3-1  | 0-3  | 1-2  | 7-2  | 1-2  | 1-3  | 2-0  | 1-0  | 3-4  | 0-2  | 2-2  | 1-3  | 0-0  |
| Brighton        | 0-1  | 0-0  | –––– | 0-0  | 1-3  | 1-2  | 0-0  | 0-0  | 2-0  | 1-2  | 1-1  | 3-2  | 2-3  | 3-0  | 1-1  | 1-2  | 1-0  | 1-1  | 1-1  | 3-3  |
| Burnley         | 1-1  | 3-2  | 1-1  | –––– | 0-3  | 1-0  | 1-1  | 1-1  | 0-4  | 1-1  | 0-3  | 0-2  | 0-1  | 1-2  | 1-0  | 0-1  | 0-1  | 0-0  | 1-2  | 2-1  |
| Chelsea         | 0-1  | 1-1  | 0-0  | 2-0  | –––– | 4-0  | 2-0  | 2-0  | 3-1  | 2-1  | 0-2  | 1-3  | 0-0  | 2-0  | 4-1  | 3-3  | 0-0  | 2-5  | 3-0  | 0-0  |
| Crystal Palace  | 1-3  | 3-2  | 1-1  | 0-3  | 1-4  | -––– | 1-2  | 0-0  | 4-1  | 1-1  | 0-7  | 0-2  | 0-0  | 0-2  | 2-0  | 1-0  | 1-1  | 1-0  | 2-3  | 1-0  |
| Everton         | 2-1  | 1-2  | 4-2  | 1-2  | 1-0  | 1-1  | –––– | 0-2  | 0-1  | 1-1  | 2-2  | 1-3  | 1-3  | 0-2  | 0-1  | 1-0  | 2-2  | 5-2  | 0-1  | 1-0  |
| Fulham          | 0-3  | 0-3  | 0-0  | 0-2  | 0-1  | 1-2  | 2-3  | –––– | 1-2  | 0-2  | 1-1  | 0-3  | 1-1  | 0-2  | 1-0  | 0-0  | 0-1  | 2-0  | 0-0  | 0-1  |
| Leeds           | 0-0  | 0-1  | 0-1  | 1-0  | 0-0  | 2-0  | 1-2  | 4-3  | –––– | 1-4  | 1-1  | 1-1  | 0-0  | 5-2  | 2-1  | 3-0  | 3-1  | 3-1  | 1-2  | 0-1  |
| Leicester City  | 1-3  | 0-1  | 3-0  | 4-2  | 2-0  | 2-1  | 0-2  | 1-2  | 1-3  | –––– | 3-1  | 0-2  | 2-2  | 2-4  | 5-0  | 2-0  | 2-4  | 3-0  | 0-3  | 1-0  |
| Liverpool       | 3-1  | 2-1  | 0-1  | 0-1  | 0-1  | 2-0  | 0-2  | 0-1  | 4-3  | 3-0  | –––– | 1-4  | 0-0  | 1-1  | 2-1  | 2-0  | 2-1  | 1-1  | 2-1  | 4-0  |
| Manchester City | 1-0  | 2-0  | 1-0  | 5-0  | 1-2  | 4-0  | 5-0  | 2-0  | 1-2  | 2-5  | 1-1  | –––– | 0-2  | 2-0  | 1-0  | 5-2  | 3-0  | 1-1  | 2-1  | 4-1  |
| Manchester Utd  | 0-1  | 2-1  | 2-1  | 3-1  | 0-0  | 1-3  | 3-3  | 1-1  | 6-2  | 1-2  | 2-4  | 0-0  | –––– | 3-1  | 1-2  | 9-0  | 1-6  | 1-0  | 1-0  | 1-0  |
| Newcastle Utd   | 0-2  | 1-1  | 0-3  | 3-1  | 0-2  | 1-2  | 2-1  | 1-1  | 1-2  | 1-2  | 0-0  | 3-4  | 1-4  | –––– | 1-0  | 3-2  | 2-2  | 2-1  | 3-2  | 1-1  |
| Sheffield Utd   | 0-3  | 1-0  | 1-0  | 1-0  | 1-2  | 0-2  | 0-1  | 1-1  | 0-1  | 1-2  | 0-2  | 0-1  | 2-3  | 1-0  | –––– | 0-2  | 1-3  | 2-1  | 0-1  | 0-2  |
| Southampton     | 1-3  | 0-1  | 1-2  | 3-2  | 1-1  | 3-1  | 2-0  | 3-1  | 0-2  | 1-1  | 1-0  | 0-1  | 2-3  | 2-0  | 3-0  | –––– | 2-5  | 2-0  | 0-0  | 1-2  |
| Tottenham       | 2-0  | 1-2  | 2-1  | 4-0  | 0-1  | 4-1  | 0-1  | 1-1  | 3-0  | 0-2  | 1-3  | 2-0  | 1-3  | 1-1  | 4-0  | 2-1  | –––– | 2-0  | 3-3  | 2-0  |
| West Bromwich   | 0-4  | 0-3  | 1-0  | 0-0  | 3-3  | 1-5  | 0-1  | 2-2  | 0-5  | 0-3  | 1-2  | 0-5  | 1-1  | 0-0  | 1-0  | 3-0  | 0-1  | –––– | 1-3  | 1-1  |
| West Ham Utd    | 3-3  | 2-1  | 2-2  | 1-0  | 0-1  | 1-1  | 0-1  | 1-0  | 2-0  | 3-2  | 1-3  | 1-1  | 1-3  | 0-2  | 3-0  | 3-0  | 2-1  | 2-1  | –––– | 4-0  |
| Wolverhampton   | 2-1  | 0-1  | 2-1  | 0-4  | 2-1  | 2-0  | 1-2  | 1-0  | 1-0  | 0-0  | 0-1  | 1-3  | 1-2  | 1-1  | 1-0  | 1-1  | 1-1  | 2-3  | 2-3  | –––– |

### Calendario
Risultati della Premier League 2020-2021 sul sito ufficiale.

## Statistiche

### Squadre

#### Capoliste solitarie
|    | —— | —— | ——      | ——      | —— | ——  | ——  | —— | ——  | ——  | ——  | ——        | ——        | ——        | ——        | ——  | ——        | ——        | ——              | ——              | ——              | ——              | ——              | ——              | ——              | ——              | ——              | ——              | ——              | ——              | ——              | ——              | ——              | ——              | ——              | ——              | ——              | —— |  |
|    |    |    | Everton | Everton |    | Liv | Lei |    |     |     |     | Liverpool | Liverpool | Liverpool | Liverpool |     | Man. Utd. | Man. Utd. | Manchester City | Manchester City | Manchester City | Manchester City | Manchester City | Manchester City | Manchester City | Manchester City | Manchester City | Manchester City | Manchester City | Manchester City | Manchester City | Manchester City | Manchester City | Manchester City | Manchester City | Manchester City | Manchester City |    |  |
|    |    |    |         |         |    |     |     |    |     |     |     |           |           |           |           |     |           |           |                 |                 |                 |                 |                 |                 |                 |                 |                 |                 |                 |                 |                 |                 |                 |                 |                 |                 |                 |    |  |
|    |    |    |         |         |    |     |     |    |     |     |     |           |           |           |           |     |           |           |                 |                 |                 |                 |                 |                 |                 |                 |                 |                 |                 |                 |                 |                 |                 |                 |                 |                 |                 |    |  |
| 1ª | 2ª | 3ª | 4ª      | 5ª      | 6ª | 7ª  | 8ª  | 9ª | 10ª | 11ª | 12ª | 13ª       | 14ª       | 15ª       | 16ª       | 17ª | 18ª       | 19ª       | 20ª             | 21ª             | 22ª             | 23ª             | 24ª             | 25ª             | 26ª             | 27ª             | 28ª             | 29ª             | 30ª             | 31ª             | 32ª             | 33ª             | 34ª             | 35ª             | 36ª             | 37ª             | 38ª             |    |  |

#### Classifica in divenire
|                      | 1ª | 2ª | 3ª | 4ª | 5ª | 6ª | 7ª | 8ª | 9ª | 10ª | 11ª | 12ª | 13ª | 14ª | 15ª | 16ª | 17ª | 18ª | 19ª | 20ª | 21ª | 22ª | 23ª | 24ª | 25ª | 26ª | 27ª | 28ª | 29ª | 30ª | 31ª | 32ª | 33ª | 34ª | 35ª | 36ª | 37ª | 38ª |
|                      |    |    |    |    |    |    |    |    |    |     |     |     |     |     |     |     |     |     |     |     |     |     |     |     |     |     |     |     |     |     |     |     |     |     |     |     |     |     |
| -------------------- | -- | -- | -- | -- | -- | -- | -- | -- | -- | --- | --- | --- | --- | --- | --- | --- | --- | --- | --- | --- | --- | --- | --- | --- | --- | --- | --- | --- | --- | --- | --- | --- | --- | --- | --- | --- | --- | --- |
| Arsenal              | 3  | 6  | 6  | 9  | 9  | 9  | 12 | 12 | 13 | 13  | 13  | 13  | 14  | 14  | 17  | 20  | 23  | 24  | 27  | 30  | 31  | 31  | 31  | 34  | 34  | 37  | 38  | 41  | 42  | 42  | 45  | 46  | 46  | 49  | 52  | 55  | 58  | 61  |
| Aston Villa          | 0  | 3  | 6  | 9  | 12 | 12 | 12 | 15 | 15 | 15  | 15* | 18  | 19  | 22  | 25  | 26  | 26  | 26  | 26* | 26  | 32* | 32  | 35  | 36  | 36  | 39  | 40  | 41  | 39  | 44  | 44  | 44  | 45  | 48  | 48  | 49* | 52  | 55  |
| Brighton             | 0  | 3  | 3  | 3  | 4  | 5  | 5  | 6  | 9  | 10  | 10  | 10  | 11  | 12  | 13  | 13  | 14  | 14  | 17  | 18  | 21  | 24  | 25  | 26  | 26  | 26  | 26  | 29  | 32  | 32  | 33  | 34  | 34  | 37  | 37  | 38  | 41  | 41  |
| Burnley              | 0  | 0  | 0  | 0  | 1  | 1  | 1  | 2  | 5  | 5   | 6   | 9   | 10  | 13  | 13  | 16  | 16* | 16* | 16  | 22* | 22  | 22  | 23  | 26  | 28* | 28  | 30  | 33  | 29  | 33  | 33  | 33  | 36  | 36  | 39  | 39  | 39  | 39  |
| Chelsea              | 3  | 3  | 4  | 7  | 8  | 9  | 12 | 15 | 18 | 19  | 22  | 22  | 22  | 25  | 25  | 26  | 26  | 26  | 29  | 30  | 33  | 36  | 39  | 42  | 43  | 44  | 50  | 51  | 47  | 51  | 54  | 55  | 58  | 61  | 64  | 64  | 67  | 67  |
| Crystal Palace       | 3  | 6  | 6  | 6  | 7  | 10 | 10 | 13 | 13 | 13  | 16  | 17  | 18  | 18  | 18  | 19  | 22  | 23  | 23  | 23  | 26  | 29  | 29  | 29  | 32  | 33  | 33  | 37  | 34  | 38  | 38  | 38  | 38  | 38  | 41  | 44  | 44  | 44  |
| Everton              | 3  | 6  | 9  | 12 | 13 | 13 | 13 | 13 | 16 | 16  | 17  | 20  | 23  | 26  | 29  | 29  | 29  | 32  | 32* | 33  | 34  | 36  | 37  | 37  | 40  | 43  | 46  | 46  | 46  | 47  | 48  | 49  | 52  | 52  | 55  | 56* | 59  | 59  |
| Fulham               | 0  | 0  | 0  | 0  | 1  | 1  | 4  | 4  | 4  | 7   | 7   | 8   | 9   | 10  | 11  | 12  | 12* | 12  | 12  | 13  | 14  | 14  | 15  | 18  | 22* | 23  | 26  | 26  | 26  | 26  | 26  | 27  | 23  | 27  | 27  | 27  | 28  | 28  |
| Leeds                | 0  | 3  | 6  | 7  | 7  | 10 | 10 | 10 | 11 | 14  | 14  | 14  | 17  | 17  | 20  | 23  | 23  | 23* | 23  | 26  | 29  | 29  | 32  | 32  | 32  | 35* | 35  | 36  | 39  | 42  | 45  | 46  | 47  | 47  | 50  | 53  | 56  | 59  |
| Leicester City       | 3  | 6  | 9  | 9  | 9  | 12 | 15 | 18 | 18 | 18  | 21  | 24  | 24  | 27  | 28  | 29  | 32  | 32* | 35  | 39* | 39  | 42  | 43  | 46  | 49  | 49  | 53  | 56  | 50  | 56  | 56  | 59  | 62  | 63  | 63  | 66  | 66  | 66  |
| Liverpool            | 3  | 6  | 9  | 9  | 10 | 13 | 16 | 17 | 20 | 21  | 24  | 25  | 28  | 31  | 32  | 33  | 33  | 33  | 34  | 37  | 40  | 40  | 40  | 40  | 40  | 43  | 43  | 46  | 43  | 49  | 52  | 53  | 54  | 54* | 57  | 63* | 66  | 69  |
| Manchester City      | 0* | 3  | 3  | 4  | 7  | 8  | 11 | 12 | 12 | 15  | 18  | 19  | 20  | 23  | 26  | 26* | 29  | 32  | 35  | 41* | 44  | 47  | 50  | 53  | 59* | 62  | 65  | 71  | 65  | 74  | 74  | 77  | 68  | 80  | 80  | 83  | 83  | 86  |
| Manchester Utd       | 0* | 0  | 3  | 3  | 6  | 7  | 7  | 10 | 13 | 16  | 19  | 20  | 23  | 26  | 27  | 30  | 33  | 36* | 37  | 40* | 41  | 44  | 45  | 46  | 49  | 50  | 54  | 57  | 51  | 60  | 63  | 66  | 67  | 67  | 70  | 70  | 71  | 74  |
| Newcastle Utd        | 3  | 3  | 4  | 7  | 7  | 8  | 11 | 11 | 11 | 14  | 14  | 17  | 17  | 18  | 18  | 19  | 19  | 19  | 19  | 19  | 22  | 22  | 25  | 25  | 25  | 26  | 27  | 28  | 28  | 29  | 32  | 35  | 36  | 36  | 39  | 39  | 42  | 45  |
| Sheffield Utd        | 0  | 0  | 0  | 0  | 1  | 1  | 1  | 1  | 1  | 1   | 1   | 1   | 1   | 2   | 2   | 2   | 2   | 5   | 5   | 8   | 8   | 11  | 11  | 11  | 11  | 11  | 14  | 14  | 14  | 14  | 14  | 14  | 17  | 17  | 17  | 20  | 20  | 23  |
| Southampton          | 0  | 0  | 3  | 6  | 7  | 10 | 13 | 16 | 17 | 17  | 20  | 23  | 24  | 24  | 25  | 26  | 29  | 29  | 29  | 29  | 29  | 29  | 29  | 29  | 30  | 30  | 33  | 33  | 33  | 36  | 36  | 36* | 33  | 37  | 37  | 43* | 43  | 43  |
| Tottenham            | 0  | 3  | 4  | 7  | 8  | 11 | 14 | 17 | 20 | 21  | 24  | 25  | 25  | 25  | 26  | 26* | 29  | 30* | 33  | 33  | 33  | 33  | 36  | 36  | 36  | 39  | 45  | 45  | 48* | 49  | 49  | 50  | 42  | 56* | 56  | 59  | 59  | 62  |
| West Bromwich Albion | 0  | 0  | 1  | 1  | 2  | 3  | 3  | 3  | 3  | 6   | 6   | 6   | 7   | 7   | 8   | 8   | 8   | 8   | 11  | 11  | 12  | 12  | 12  | 13  | 14  | 17  | 18  | 18  | 17  | 21  | 24  | 24  | 25  | 26  | 26  | 26  | 29  | 29  |
| West Ham Utd         | 0  | 0  | 3  | 6  | 7  | 8  | 8  | 11 | 14 | 17  | 17  | 20  | 21  | 21  | 22  | 23  | 26  | 26* | 29  | 35* | 35  | 38  | 39  | 42  | 45  | 45  | 48  | 48  | 49  | 52  | 55  | 55  | 55  | 58  | 58  | 59  | 59  | 62  |
| Wolverhampton        | 3  | 3  | 3  | 6  | 9  | 10 | 13 | 13 | 14 | 17  | 17  | 17  | 20  | 20  | 21  | 21  | 22  | 22  | 22  | 23  | 23  | 26  | 27  | 30  | 33  | 34  | 35  | 35  | 34  | 35  | 38  | 41  | 41  | 42  | 45  | 45  | 45  | 45  |

#### Primati stagionali
Squadre
- Maggior numero di vittorie: Manchester City (27)
- Minor numero di vittorie: Fulham e West Bromwich (5)
- Maggior numero di pareggi: Brighton (14)
- Minor numero di pareggi: Sheffield United (2)
- Maggior numero di sconfitte: Sheffield United (29)
- Minor numero di sconfitte: Manchester City e Manchester United (6)
- Miglior attacco: Manchester City (83 gol fatti)
- Peggior attacco: Sheffield United (20 gol fatti)
- Miglior difesa: Manchester City (32 gol subiti)
- Peggior difesa: West Bromwich (76 gol subiti)
- Miglior differenza reti: Manchester City (+51)
- Peggior differenza reti: Sheffield United (-43)
- Miglior serie positiva: Manchester City (17, 10ª-26ª giornata)
- Peggior serie negativa: Sheffield United (12, 6ª-17ª giornata)

Partite
- Partite con più gol (9): Aston Villa-Liverpool 7-2 (4ª giornata) e Manchester United-Southampton 9-0 (22ª giornata)
- Maggiore scarto di gol (9): Manchester United-Southampton 9-0 (22ª giornata)

### Individuali

#### Classifica marcatori
Fonte
| Gol | Rigori |  | Giocatore             | Squadra           |
| --- | ------ |  | --------------------- | ----------------- |
| 23  | 4      |  | Harry Kane            | Tottenham         |
| 22  | 6      |  | Mohamed Salah         | Liverpool         |
| 18  | 9      |  | Bruno Fernandes       | Manchester United |
| 17  | 1      |  | Son Heung-min         | Tottenham         |
| 17  | 2      |  | Patrick Bamford       | Leeds United      |
| 16  |        |  | Dominic Calvert-Lewin | Everton           |
| 15  | 8      |  | Jamie Vardy           | Leicester City    |
| 14  | 1      |  | Ollie Watkins         | Aston Villa       |
| 13  | 1      |  | İlkay Gündoğan        | Manchester City   |
| 13  | 3      |  | Alexandre Lacazette   | Arsenal           |
| 12  |        |  | Kelechi Iheanacho     | Leicester City    |
| 12  | 2      |  | Danny Ings            | Southampton       |
| 12  | 2      |  | Chris Wood            | Burnley           |
| 12  | 4      |  | Callum Wilson         | Newcastle United  |
| 11  |        |  | Gareth Bale           | Tottenham         |
| 11  |        |  | Sadio Mané            | Liverpool         |
| 11  |        |  | Marcus Rashford       | Manchester United |
| 11  | 2      |  | Wilfried Zaha         | Crystal Palace    |
| 11  | 4      |  | Matheus Pereira       | West Bromwich     |